# 交響曲第34番 (モーツァルト)
交響曲第34番 ハ長調 K. 338 は、ヴォルフガング・アマデウス・モーツァルトが作曲した交響曲である。

## 解説
この交響曲は1780年8月29日に完成され、ザルツブルクの宮廷音楽家時代に作曲した最後の交響曲に当たる。ザルツブルクの趣味に従って、メヌエットを欠いた3つの楽章からなる。実際には、全曲作曲のどの時点で書かれたのかは不明だがメヌエットは作曲されていた。しかしそれは撤回され、第1楽章終結部の自筆譜の裏側に、冒頭の一ページ14小節分が取り消し線を入れられた状態で現存している。
音楽学者アルフレート・アインシュタインは後にメヌエット (K. 409) が追加されたと推定したが、K. 409には本作にないフルートが楽器編成に含まれていることなどから、今日ではこの説は否定されている。カール・ベームらがこの説に基づいて4楽章での録音を残している。

## 編成

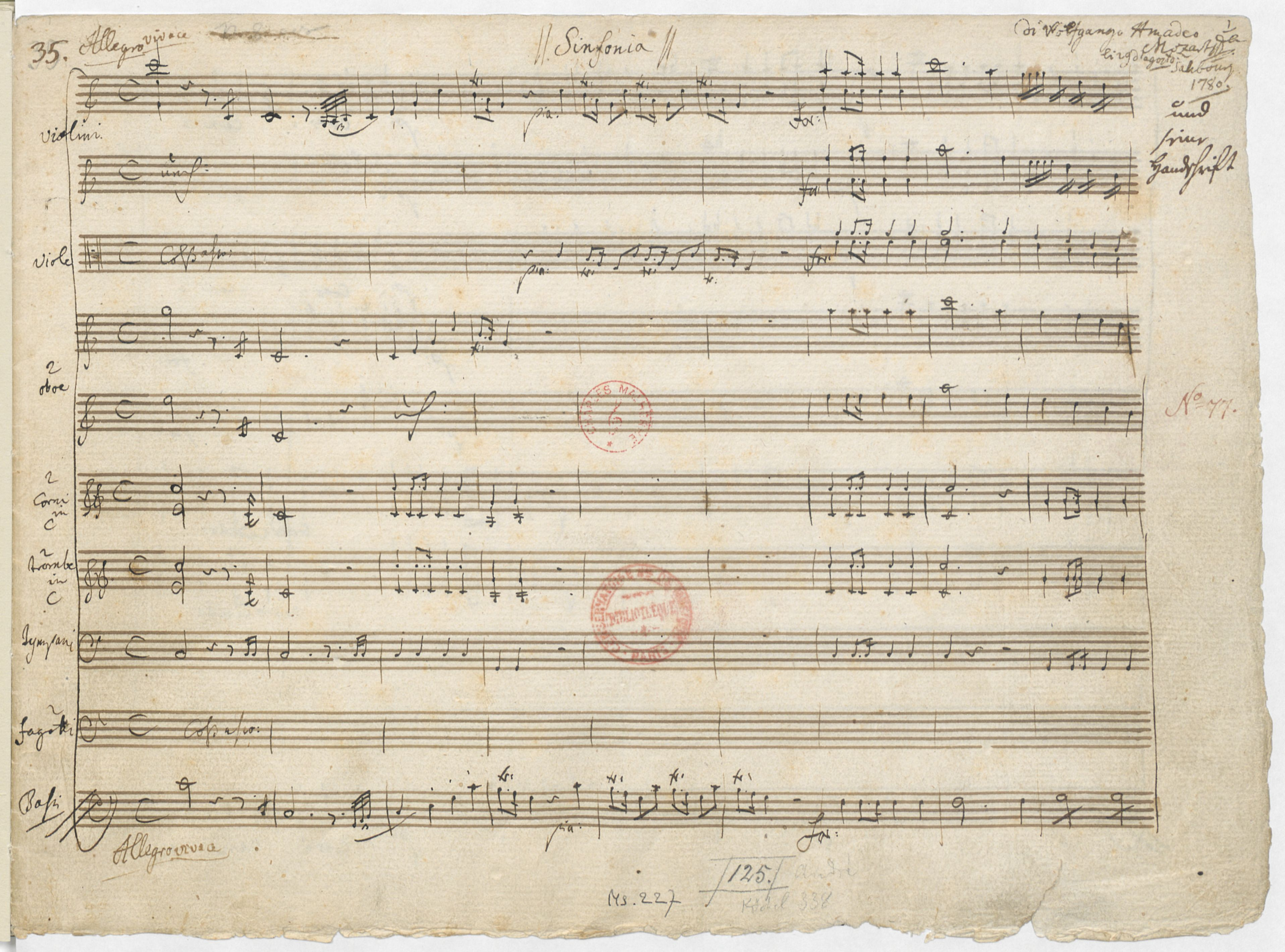
『交響曲第34番』自筆総譜第1頁

オーボエ2、ファゴット2、ホルン2、トランペット2、ティンパニ、ヴァイオリン2部、ヴィオラ、低弦（チェロ、コントラバス）

## 構成
演奏時間は約20分。
- 第1楽章 アレグロ・ヴィヴァーチェ
ハ長調、4分の4拍子、ソナタ形式。
- 第2楽章 アンダンテ・ディ・モルト
ヘ長調、4分の2拍子、ソナタ形式。
- 第3楽章 アレグロ・ヴィヴァーチェ
ハ長調、8分の6拍子、ソナタ形式。